# گاوماهی عبدالرحمانوف
گاوماهی عبدالرحمنوف (نام علمی: Benthophilus abdurahmanovi) (به انگلیسی: pugolovka Abdurahmanov) یک گونه از ماهی‌های آب شیرین از خانواده گاوماهیان است که در شمال دریای خزر و در بخش‌های پایین رودخانه‌های ولگا و ترک یافت می‌شود. پایگاه داده ماهی (به انگلیسی: FishBase) این گونه را به عنوان زیرگونه‌ای از گاوماهی بچه‌قورباغه‌ای لنکران (به انگلیسی: Azov tadpole goby) می‌شناسد.
نام این گونه به افتخار جانورشناس آذربایجانی یوسف عبدالرحمانوف نام‌گذاری شده است.

## پیوندهای بیرونی
- Benthophilus abdurahmanovi at FishWise